# Thamnosma hirschii
Thamnosma hirschii är en vinruteväxtart som beskrevs av Georg August Schweinfurth. Thamnosma hirschii ingår i släktet Thamnosma och familjen vinruteväxter. Inga underarter finns listade i Catalogue of Life.